# William J. Fitzgerald
William Joseph Fitzgerald (* 2. März 1887 in Norwich, Connecticut; † 6. Mai 1947 ebenda) war ein US-amerikanischer Politiker. Zwischen 1937 und 1939 sowie nochmals von 1941 bis 1943 vertrat er den zweiten Wahlbezirk des Bundesstaates Connecticut im US-Repräsentantenhaus.

## Werdegang
William Fitzgerald besuchte die St. Patrick’s Parochial School in Norwich und war danach in einer Gießerei beschäftigt, die er später zwischen 1904 und 1930 leitete. Neben dieser Tätigkeit begann er eine politische Laufbahn. Er wurde Mitglied der Demokratischen Partei. Im Jahr 1916 gehörte er einem staatlichen Ausschuss an, der sich mit der Unterstützung von Witwen befasste. Zwischen 1931 und 1935 saß Fitzgerald im Senat von Connecticut. Zur gleichen Zeit war er stellvertretender Arbeitsminister (Deputy State Commissioner of Labor) des Staates.
Bei den Kongresswahlen des Jahres 1936 wurde er im zweiten Distrikt von Connecticut in das US-Repräsentantenhaus in Washington, D.C. gewählt. Dort trat er am 3. Januar 1937 die Nachfolge von William L. Higgins von der Republikanischen Partei an. Da er bei den Wahlen des Jahres 1938 dem Republikaner Thomas R. Ball unterlag, konnte er bis zum 3. Januar 1939 zunächst nur eine Legislaturperiode im Kongress absolvieren. In dieser Zeit wurden dort weitere New-Deal-Gesetze der Bundesregierung zur Überwindung der Folgen der Weltwirtschaftskrise verabschiedet.
Im Jahr 1940 war Fitzgerald Bürgermeister seiner Geburtsstadt Norwich. Bei den Kongresswahlen dieses Jahres konnte er seinen Sitz in Washington zurückgewinnen und damit zwischen dem 3. Januar 1941 und dem 3. Januar 1943 eine weitere Amtszeit im US-Repräsentantenhaus verbringen. Diese war seit dem 7. Dezember 1941, dem Tag des japanischen Angriffs auf Pearl Harbor, von den Ereignissen des Zweiten Weltkrieges überschattet. Bei den Wahlen des Jahres 1942 verlor William Fitzgerald gegen John D. McWilliams.
Zwischen 1943 und 1945 war Fitzgerald in Connecticut Leiter der staatlichen Kommission, die sich mit dem für den Kriegseinsatz benötigten Personalbedarf befasste (War Manpower Commission). Danach wurde er Leiter des Bundesarbeitsamtes in Connecticut (State Director of the United States Employment Services). Dieses Amt übte er bis zu seinem Rücktritt im Januar 1947 aus. William Fitzgerald starb am 6. Mai desselben Jahres in Norwich, wo er auch beigesetzt wurde.